# Comitê de Organização Política Eleitoral Independente
O Comité de Organização Política Eleitoral Independente (em castelhano: Comité de Organización Política Electoral Independiente), mais conhecido pelo acrônimo COPEI, é um partido político venezuelano, fundado em 13 de janeiro de 1946, sendo atualmente um dos partidos políticos mais longevos a integrar o sistema político venezuelano.

## Histórico

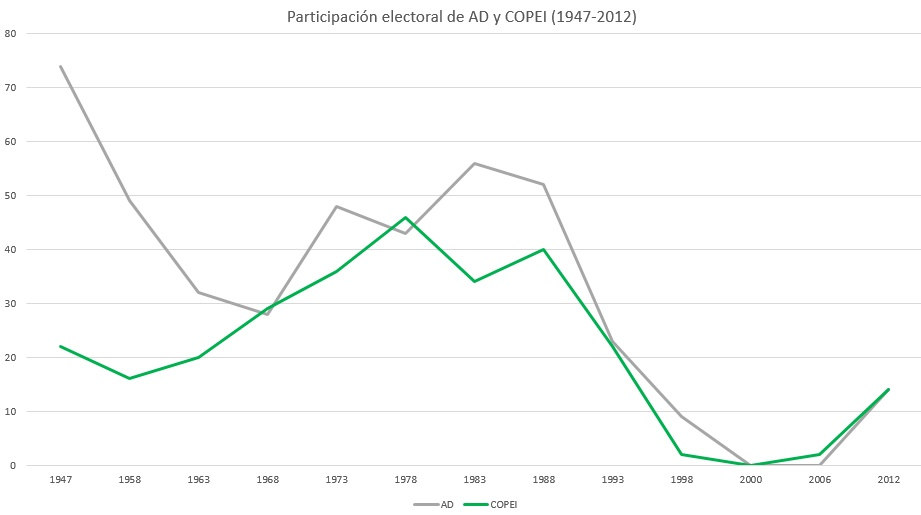
gráfico mostrando a porcentagem de eleitores do COPEI vs. AD de 1947-2012

Defensor da democracia cristã, foi um dos maiores partidos venezuelanos até à década de 1990, revezando-se no poder como rival a AD durante o período da IV República, informalmente conhecido como Pacto de Punto Fijo. A figura máxima do COPEI foi Rafael Caldera, presidente da Venezuela entre 1969 e 1974. 

### O COPEI atualmente
Nos dias atuais, o partido compõe a base da oposição ao governo chavista de Nicolás Maduro, fazendo parte da coalizão opositora Aliança Democrática. Na eleição legislativa de 2020, concorrendo em listas conjuntas com candidatos dos demais partidos da coalizão, o COPEI conseguiu eleger 1 deputado na Assembleia Nacional da Venezuela, voltando a ter representação parlamentar após ter deixado o parlamento venezuelano na eleição legislativa de 2015.

## Resultados eleitorais

### Eleições presidenciais
| Eleições | Candidatos próprios/apoiados        | Pos. | Votos     | %             | Status     |
| -------- | ----------------------------------- | ---- | --------- | ------------- | ---------- |
| 1947     | Rafael Caldera                      | 2º   | 262 204   | 22,36 / 100,0 | Não eleito |
| 1958     | Rafael Caldera                      | 3º   | 423 262   | 16,21 / 100,0 | Não eleito |
| 1963     | Rafael Caldera                      | 2º   | 589 177   | 20,19 / 100,0 | Não eleito |
| 1968     | Rafael Caldera                      | 1º   | 1 083 712 | 29,13 / 100,0 | Eleito     |
| 1973     | Lorenzo Fernández                   | 2º   | 1 605 628 | 36,70 / 100,0 | Não eleito |
| 1978     | Luis Herrera Campins                | 1º   | 2 487 318 | 46,64 / 100,0 | Eleito     |
| 1983     | Rafael Caldera                      | 2º   | 2 166 467 | 34,54 / 100,0 | Não eleito |
| 1988     | Eduardo Fernández                   | 2º   | 2 963 015 | 40,40 / 100,0 | Não eleito |
| 1993     | Oswaldo Álvarez Paz                 | 3º   | 1 276 506 | 22,73 / 100,0 | Não eleito |
| 1998     | Henrique Salas Römer (PV) (apoiado) | 2º   | 2 613 161 | 39,97 / 100,0 | Não eleito |
| 2000     | Francisco Cárdenas (LCR) (apoiado)  | 2º   | 2 359 459 | 37,52 / 100,0 | Não eleito |
| 2006     | Manuel Rosales (UNT) (apoiado)      | 2º   | 4 292 466 | 36,91 / 100,0 | Não eleito |
| 2012     | Henrique Capriles (PJ) (apoiado)    | 2º   | 6 591 304 | 44,32 / 100,0 | Não eleito |
| 2013     | Henrique Capriles (PJ) (apoiado)    | 2º   | 7 363 980 | 49,12 / 100,0 | Não eleito |
| 2018     | Henri Falcón (AP) (apoiado)         | 2º   | 1 927 387 | 20,93 / 100,0 | Não eleito |

### Eleições legislativas

#### Congresso da República da Venezuela
| Eleição | Votos válidos      | %     | Câmara dos Deputados | Câmara dos Deputados | Senado   | Senado |
| Eleição | Votos válidos      | %     | Assentos             | +/-                  | Assentos | +/-    |
| ------- | ------------------ | ----- | -------------------- | -------------------- | -------- | ------ |
| 1947    | 200 695            | 17.00 | 16 / 110             | Novo                 | 4 / 46   | Novo   |
| 1952    | 300 309            | 17.39 | 17 / 106             | 1                    | 4 / 46   | 0      |
| 1958    | 392 305            | 15.20 | 18 / 132             | 1                    | 6 / 51   | 2      |
| 1963    | 595 697            | 20.82 | 39 / 179             | 21                   | 8 / 47   | 2      |
| 1968    | 883 814            | 24.00 | 59 / 212             | 20                   | 16 / 52  | 8      |
| 1973    | 1 330 514          | 30.20 | 64 / 200             | 5                    | 13 / 47  | 3      |
| 1978    | 2 103 004          | 39.80 | 84 / 199             | 20                   | 21 / 44  | 8      |
| 1983    | 1 887 226          | 28.70 | 60 / 200             | 24                   | 14 / 44  | 7      |
| 1988    | 2 247 236          | 31.10 | 67 / 201             | 7                    | 20 / 46  | 6      |
| 1993    | 1 065 512 (Câmara) | 22.60 | 53 / 203             | 14                   | 14 / 50  | 6      |
| 1993    | 1 103 896 (Senado) | 22.81 | 53 / 203             | 14                   | 14 / 50  | 6      |
| 1998    | 593 882 (Câmara)   | 12.10 | 26 / 207             | 27                   | 6 / 54   | 8      |
| 1998    | 518 976 (Senado)   | 12.00 | 26 / 207             | 27                   | 6 / 54   | 8      |

#### Assembleia Nacional da Venezuela
| Eleição | Votos válidos               | %                           | Assentos | +/- |
| ------- | --------------------------- | --------------------------- | -------- | --- |
| 2000    | 227 349                     | 5.10                        | 6 / 165  | 20  |
| 2005    | Promoveu boicote ao pleito  | Promoveu boicote ao pleito  | 0 / 165  | 6   |
| 2010    | 723 579                     | 4.40                        | 10 / 165 | 10  |
| 2015    | Mesa da Unidade Democrática | Mesa da Unidade Democrática | 2 / 167  | 8   |
| 2020    | Aliança Democrática         | Aliança Democrática         | 3 / 277  | 1   |